# 44 Pułk Piechoty (austro-węgierski)

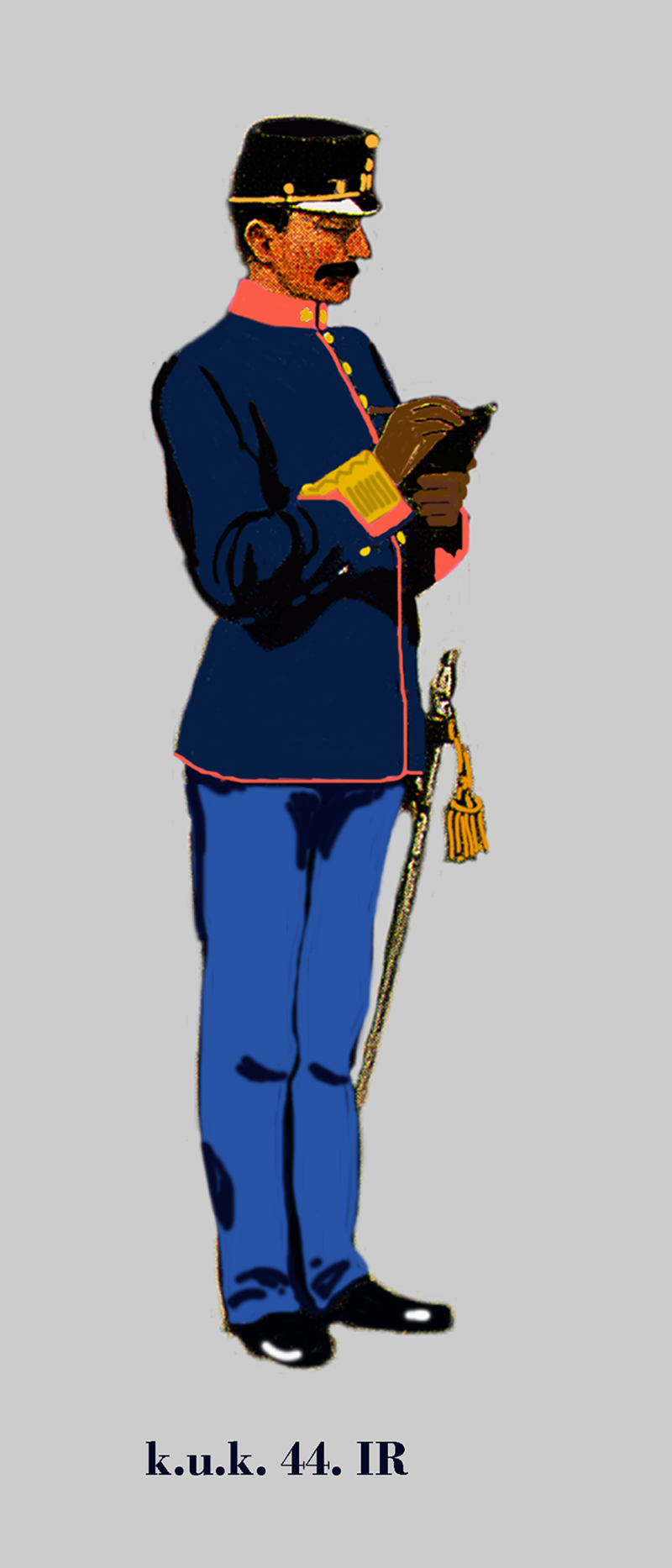
Podporucznik IR. 44 w mundurze służbowym

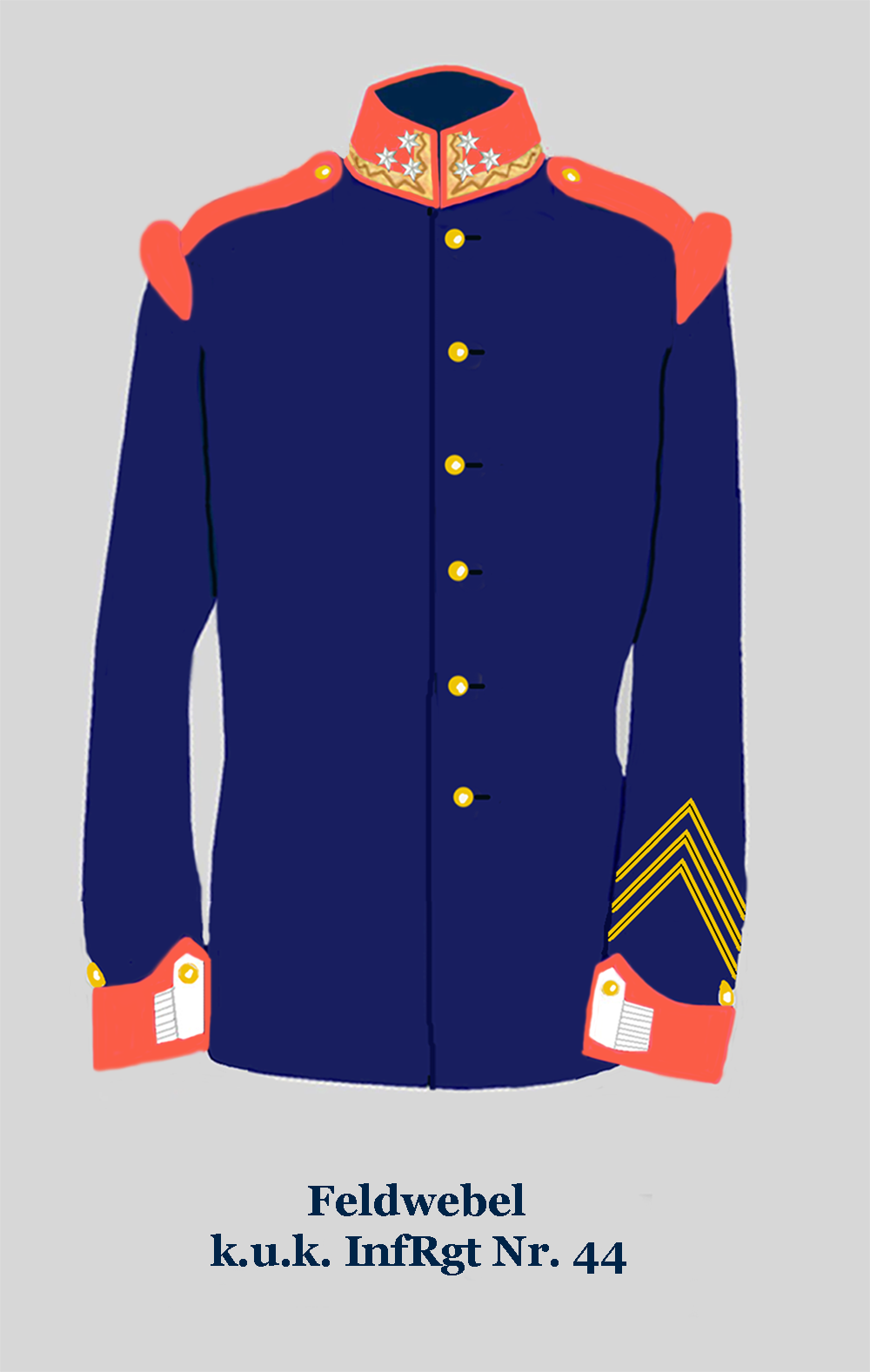
Kurtka munduru feldfebla IR. 44

Węgierski Pułk Piechoty Nr 44 (IR. 44) – pułk piechoty cesarskiej i królewskiej Armii. 

## Historia pułku
Pułk został utworzony w 1744 roku. 
Okręg uzupełnień nr 44 Kaposvár na terytorium 4 Korpusu.
Pułk obchodził swoje święto 21 maja w rocznicę bitwy pod Aspern stoczonej w 1809 roku.
W 1895 roku, po śmierci marszałka polnego, arcyksięcia Albrechta Fryderyka Habsburga, pułk otrzymał jego imię „na wieczne czasy”.
Kolory pułkowe: czerwony (krapprot), guziki złote.
Skład narodowościowy w 1914 roku 88% – Węgrzy.
W 1873 roku sztab pułku stacjonował w Wiedniu, natomiast komenda rezerwowa i stacja okręgu uzupełnień w Kaposvárze.
W latach 1894–1896 sztab pułku razem z 3. i 4. batalionem stacjonował w Peczu (niem. Fünfkirchen), natomiast 1. i 2. batalion w Kaposvárze. Pułk wchodził w skład 61 Brygady Piechoty w Budapeszcie należącej do 31 Dywizji Piechoty.
W latach 1904–1913 komenda pułku razem z 1. i 2. batalionem stacjonowała w Budapeszcie, 3. batalion w Kaposvárze, natomiast 4. batalion podlegał dyslokacjom: 1904 - 1907 Kaposvár, 1908 - 1911 - Bilek, 1912 - 1913 - Bileća.
W 1914 roku komenda pułku razem z 1. i 2. bataliony stacjonowała w Wieniu, 3. batalion w Kaposvárze, a 4. batalion w Bileća.
W czasie I wojny światowej pułk walczył z Rosjanami w końcu 1914 roku w Królestwie Kongresowym. Żołnierze pułku są pochowani m.in. na cmentarzu w Borowej (Góra).

## Szefowie pułku
Kolejnymi szefami pułku byli:
- FZM Anton Georg Clerici di Cavenago(inne języki) (1744 – †11 VI 1768[6]),
- FZM Rudolf Karl von Gaisruck (1769 – †27 III 1778[7]),
- FML Ludwig Karl Maria Belgiojoso von Barbiano(inne języki) (1778 – †15 V 1801[8]),
- FML Friedrich Joseph Anton Gabriel Noyel von Bellegarde (1801 – †4 I 1830[8]),
- FM, arcyksiążę Albrecht Fryderyk Habsburg (1830 – †18 II 1895)[1].

## Żołnierze pułku
Komendanci pułku
- płk Mioriz von Radvanyi (1873)
- płk Karl Ivinger (1894–1896 → komendant 54 Brygady Piechoty)
- płk Alois Stenzl (1896 – )
- płk Gottfried Seibt (1903–1905)
- płk Otto Hauska (1906–1908)
- płk Wilhelm von Lauingen (1910–1913)
- płk Karl Mihanovic von Frankenhardt (1914[1])

Oficerowie
- kpt. piech. Romuald Dąbrowski von Jelita
- starszy lekarz sztabowy 2 klasy Michał Sternschuss-Staniewski